# Juan Martín Lucero
Juan Martín Lucero (Junín, Provincia de Mendoza, Argentina, 10 de octubre de 1991) es un futbolista argentino que se desempeña como delantero en Fortaleza de la Serie A de Brasil.

## Trayectoria
Jugó en las categorías inferiores desde octava división en el Club Social y Deportivo Defensa y Justicia y debutó oficialmente en primera en el 2010 contra Aldosivi bajo la dirección técnica de Jorge Bermúdez en el empate 0 a 0. Fue el máximo goleador de la Campeonato de Primera B Nacional 2013-/14 marcando 24 goles en 37 partidos.
El día 19 de julio del 2014, fue adquirido por el Club Atlético Independiente, el cual compró el 50% de su pase.
En el 2017 jugó para Club Tijuana de la Liga MX.
En febrero de 2019 se confirmó su traspaso a Godoy Cruz para afrontar la segunda mitad de la Superliga 2018/19. En julio de 2019 fue cedido a Defensa y Justicia.
En agosto de 2020 llegó a un acuerdo con Vélez Sarsfield para convertirse en el nuevo refuerzo. El vínculo con el delantero fue a préstamo con cargo y con opción hasta diciembre de 2021.
En diciembre de 2021, era anunciado como nuevo jugador de Colo-Colo, firmando por un año. Luego de un gran rendimiento personal marcando 4 goles en Copa Libertadores, 1 en la Copa Sudamericana, 4 en Copa Chile y 15 en la Primera División de Chile, formando parte importante del conjunto albo que logró su 33° torneo nacional, siendo escogido como el mejor jugador del año. En noviembre de 2022, se anunció la compra de sus derechos federativos por parte del conjunto albo por 900 mil dólares, renovando su contrato hasta 2025.
En enero de 2023, el jugador anunció su deseo de abandonar Colo-Colo debido a una oferta proveniente del fútbol brasileño, haciendo uso de una cláusula de penalidad incluida en el contrato. Tras el anuncio, Colo-Colo indicó que el jugador no tiene cláusula de salida, por lo que anunciaron la presentación de acciones legales contra el jugador. El 13 de enero de 2023, fue anunciado como nuevo jugador del Fortaleza de la Serie A brasileña, con un contrato hasta diciembre de 2025. En su primera temporada en el club brasileño, Lucero se convirtió en el máximo goleador de la Copa do Nordeste, siendo el primer argentino en la historia en lograrlo, y el segundo extranjero en general.
El 6 de diciembre de 2023 marcó el gol que descendió a la Serie B brasileña al Santos F. C.

## Estadísticas

### Clubes
| Club                         | Div.                | Temporada           | Liga  | Liga  | Liga   | Estatal | Estatal | Estatal | Copas nacionales | Copas nacionales | Copas nacionales | Torneos internacionales | Torneos internacionales | Torneos internacionales | Total | Total | Total  | Media goleadora |
| Club                         | Div.                | Temporada           | Part. | Goles | Asist. | Part.   | Goles   | Asist.  | Part.            | Goles            | Asist.           | Part.                   | Goles                   | Asist.                  | Part. | Goles | Asist. | Media goleadora |
| ---------------------------- | ------------------- | ------------------- | ----- | ----- | ------ | ------- | ------- | ------- | ---------------- | ---------------- | ---------------- | ----------------------- | ----------------------- | ----------------------- | ----- | ----- | ------ | --------------- |
| Defensa y Justicia Argentina | 2.ª                 | 2010-11             | 8     | 0     | 0      | —       | —       | —       | —                | —                | —                | —                       | —                       | —                       | 8     | 0     | 0      | 0.00            |
| Defensa y Justicia Argentina | 2.ª                 | 2011-12             | 6     | 2     | 0      | —       | —       | —       | —                | —                | —                | —                       | —                       | —                       | 6     | 2     | 0      | 0.33            |
| Defensa y Justicia Argentina | 2.ª                 | 2012-13             | 14    | 0     | 1      | —       | —       | —       | 2                | 0                | 0                | —                       | —                       | —                       | 16    | 0     | 1      | 0.00            |
| Defensa y Justicia Argentina | 2.ª                 | 2013-14             | 37    | 24    | 4      | —       | —       | —       | —                | —                | —                | —                       | —                       | —                       | 37    | 24    | 4      | 0.65            |
| Independiente Argentina      | 1.ª                 | 2014                | 15    | 4     | 2      | —       | —       | —       | 1                | 0                | 0                | —                       | —                       | —                       | 16    | 4     | 2      | 0.25            |
| Independiente Argentina      | 1.ª                 | 2015                | 18    | 5     | 0      | —       | —       | —       | 2                | 0                | 0                | 4                       | 0                       | 0                       | 24    | 5     | 0      | 0.21            |
| Independiente Argentina      | 1.ª                 | 2016                | 1     | 0     | 0      | —       | —       | —       | —                | —                | —                | —                       | —                       | —                       | 1     | 0     | 0      | 0.00            |
| Independiente Argentina      | Total club          | Total club          | 34    | 9     | 2      | 0       | 0       | 0       | 3                | 0                | 0                | 4                       | 0                       | 0                       | 41    | 9     | 2      | 0.22            |
| Johor Darul Takzim Malasia   | 1.ª                 | 2016                | 22    | 16    | 5      | —       | —       | —       | 6                | 6                | 1                | 7                       | 6                       | 2                       | 35    | 28    | 8      | 0.8             |
| Johor Darul Takzim Malasia   | Total club          | Total club          | 22    | 16    | 5      | 0       | 0       | 0       | 6                | 6                | 1                | 7                       | 6                       | 2                       | 35    | 28    | 8      | 0.8             |
| Club Tijuana · México        | 1.ª                 | 2017                | 19    | 5     | 0      | —       | —       | —       | 4                | 0                | 0                | —                       | —                       | —                       | 23    | 5     | 0      | 0.22            |
| Club Tijuana · México        | 1.ª                 | 2017-18             | 26    | 7     | 2      | —       | —       | —       | 5                | 2                | 0                | 2                       | 0                       | 0                       | 33    | 9     | 2      | 0.27            |
| Club Tijuana · México        | 1.ª                 | 2018-19             | 17    | 1     | 2      | —       | —       | —       | 3                | 0                | 0                | —                       | —                       | —                       | 20    | 1     | 2      | 0.05            |
| Club Tijuana · México        | Total club          | Total club          | 62    | 13    | 4      | 0       | 0       | 0       | 12               | 2                | 0                | 2                       | 0                       | 0                       | 76    | 15    | 4      | 0.2             |
| Godoy Cruz Argentina         | 1.ª                 | 2019                | 7     | 1     | 1      | —       | —       | —       | 3                | 0                | 0                | 6                       | 1                       | 1                       | 16    | 2     | 2      | 0.13            |
| Godoy Cruz Argentina         | Total club          | Total club          | 7     | 1     | 1      | 0       | 0       | 0       | 3                | 0                | 0                | 6                       | 1                       | 1                       | 16    | 2     | 2      | 0.13            |
| Defensa y Justicia Argentina | 1.ª                 | 2019-20             | 11    | 5     | 1      | —       | —       | —       | 1                | 0                | 0                | 2                       | 0                       | 0                       | 14    | 5     | 1      | 0.36            |
| Defensa y Justicia Argentina | Total club          | Total club          | 76    | 31    | 6      | 0       | 0       | 0       | 3                | 0                | 0                | 2                       | 0                       | 0                       | 81    | 31    | 6      | 0.38            |
| Vélez Sarsfield Argentina    | 1.ª                 | 2020                | —     | —     | —      | —       | —       | —       | 14               | 1                | 1                | 8                       | 2                       | 2                       | 22    | 3     | 3      | 0.14            |
| Vélez Sarsfield Argentina    | 1.ª                 | 2021                | 25    | 9     | 1      | —       | —       | —       | 11               | 4                | 4                | 7                       | 2                       | 2                       | 45    | 15    | 7      | 0.33            |
| Vélez Sarsfield Argentina    | Total club          | Total club          | 25    | 9     | 1      | 0       | 0       | 0       | 25               | 5                | 5                | 15                      | 4                       | 4                       | 65    | 18    | 10     | 0.28            |
| Colo-Colo · Chile            | 1.ª                 | 2022                | 26    | 15    | 5      | —       | —       | —       | 5                | 4                | 0                | 8                       | 5                       | 1                       | 39    | 24    | 6      | 0.62            |
| Colo-Colo · Chile            | Total club          | Total club          | 26    | 15    | 5      | 0       | 0       | 0       | 5                | 4                | 0                | 8                       | 5                       | 1                       | 39    | 24    | 6      | 0.62            |
| Fortaleza · Brasil           | 1.ª                 | 2023                | 31    | 9     | 0      | 14      | 9       | 4       | 3                | 1                | 1                | 15                      | 5                       | 2                       | 63    | 24    | 7      | 0.38            |
| Fortaleza · Brasil           | 1.ª                 | 2024                | 32    | 8     | 3      | 19      | 6       | 3       | 4                | 2                | 0                | 8                       | 7                       | 0                       | 63    | 23    | 6      | 0.37            |
| Fortaleza · Brasil           | 1.ª                 | 2025                | 12    | 3     | 1      | 14      | 6       | 0       | 2                | 1                | 0                | 6                       | 1                       | 0                       | 34    | 11    | 1      | 0.32            |
| Fortaleza · Brasil           | Total club          | Total club          | 75    | 20    | 4      | 47      | 21      | 7       | 9                | 4                | 1                | 29                      | 12                      | 2                       | 160   | 58    | 14     | 0.36            |
| Total en su carrera          | Total en su carrera | Total en su carrera | 327   | 114   | 28     | 47      | 21      | 7       | 66               | 21               | 7                | 73                      | 28                      | 10                      | 513   | 185   | 52     | 0.36            |
| 1. 2. 3. 4.                  |                     |                     |       |       |        |         |         |         |                  |                  |                  |                         |                         |                         |       |       |        |                 |

## Palmarés

### Campeonatos regionales
| Título              | Equipo       | Región          | Año  |
| ------------------- | ------------ | --------------- | ---- |
| Campeonato Cearense | Fortaleza EC | Ceará           | 2023 |
| Copa do Nordeste    | Fortaleza EC | Región Nordeste | 2024 |

### Campeonatos nacionales
| Título                    | Equipo             | País    | Año  |
| ------------------------- | ------------------ | ------- | ---- |
| Malasia Charity Shield    | Johor Darul Takzim | Malasia | 2016 |
| Copa FA Malasia           | Johor Darul Takzim | Malasia | 2016 |
| Superliga de Malasia      | Johor Darul Takzim | Malasia | 2016 |
| Supercopa de Chile        | C.S.D. Colo-Colo   | Chile   | 2022 |
| Primera División de Chile | C.S.D. Colo-Colo   | Chile   | 2022 |

### Distinciones individuales
| Distinción                                          | Año     |
| --------------------------------------------------- | ------- |
| Máximo Goleador de la Primera B Nacional (24 goles) | 2013-14 |
| Equipo ideal del año en la Gala Crack Easy          | 2022    |
| Jugador del año en la Gala Crack Easy               | 2022    |
| Máximo Goleador de la Copa do Nordeste (6 goles)    | 2023    |